# Vos'mogo Martaknattane
Vos'mogo Martaknattane är en kulle i Antarktis. Den ligger i Östantarktis. Norge gör anspråk på området. Toppen på Vos'mogo Martaknattane är 2 279 meter över havet.
Terrängen runt Vos'mogo Martaknattane är kuperad åt nordväst, men åt sydost är den platt. Trakten är obefolkad. Det finns inga samhällen i närheten. 